# Décès en juin 2001
Décès
- 1997
- 1998
- 1999
- 2000
- 2001
- 2002
- 2003
- 2004
- 2005

Pour une information complémentaire, voir la page d'aide.

| Date     | Nom                    | Activités                                                                                   | Âge | Source |
| -------- | ---------------------- | ------------------------------------------------------------------------------------------- | --- | ------ |
| 1er juin | Hank Ketcham           | dessinateur américain                                                                       | 81  |        |
| 1er juin | Jusuf Vrioni           | homme politique et traducteur albanais                                                      | 85  |        |
| 2 juin   | Jean Camberoque        | peintre, graveur, céramiste, sculpteur et illustrateur français                             | 84  |        |
| 2 juin   | Imogene Coca           | actrice, danseuse, chanteuse, animatrice de télévision, productrice et humoriste américaine | 92  |        |
| 3 juin   | Flora Groult           | journaliste et écrivaine française                                                          | 77  |        |
| 3 juin   | Anthony Quinn          | acteur mexico-américain                                                                     | 86  |        |
| 7 juin   | Carole Fredericks      | chanteuse américaine                                                                        | 49  |        |
| 8 juin   | Alex de Renzy          | réalisateur et producteur de films pornographiques américain                                | 65  |        |
| 8 juin   | Lucien Lauk            | coureur cycliste français                                                                   | 89  |        |
| 9 juin   | Richard T. Hanna       | homme politique américain                                                                   | 87  | (en)   |
| 11 juin  | Pierre Eyt             | cardinal français                                                                           | 67  |        |
| 13 juin  | Saito Yoshishige       | peintre et auteur d'installations japonais                                                  | 97  | (en)   |
| 15 juin  | Henri Alekan           | directeur de la photographie français.                                                      | 92  |        |
| 15 juin  | Julius Juzeliūnas      | compositeur et pédagogue lituanien                                                          | 85  | (en)   |
| 15 juin  | Leif Kayser            | compositeur, organiste, pianiste, pédagogue et prêtre danois.                               | 82  | (en)   |
| 17 juin  | Thomas Joseph Winning  | cardinal britannique                                                                        | 76  |        |
| 18 juin  | René Dumont            | agronome français                                                                           | 97  |        |
| 20 juin  | Bert Kramer (en)       | Acteur américain.                                                                           | 76  | (en)   |
| 20 juin  | Frederick Russell      | homme politique canadien                                                                    | 77  | (en)   |
| 21 juin  | John Lee Hooker        | guitariste et chanteur de Blues américain.                                                  | 83  | (en)   |
| 21 juin  | Carroll O'Connor       | Acteur américain.                                                                           | 76  | (en)   |
| 22 juin  | Luis Carniglia         | joueur et entraîneur de football argentin                                                   | 83  | (en)   |
| 24 juin  | Igor Barrère           | journaliste de télévision français                                                          | 69  |        |
| 26 juin  | Ahmed Nemeur           | footballeur puis entraîneur français                                                        | 84  |        |
| 26 juin  | Lalla Romano           | écrivaine italienne                                                                         | 94  |        |
| 28 juin  | Jack Lemmon            | acteur américain                                                                            | 76  |        |
| 28 juin  | Thomas E. J. Wiedemann | historien germano-britannique                                                               | 51  |        |
| 29 juin  | Maurice Estève         | peintre français                                                                            | 97  |        |
| 29 juin  | Minoru Kawabata        | peintre japonais                                                                            | 90  | (en)   |
| 29 juin  | Silvio Oddi            | cardinal italien                                                                            | 90  |        |
| 30 juin  | Chet Atkins            | guitariste et producteur américain                                                          | 77  |        |